# Nationalpark Arkipelag La Maddalena
Nationalpark Arkipelag La Maddalena. eller på italiensk Arcipelago di La Maddalena National Park er en nationalpark der omfatter det meste af øgruppen Arkipelag La Maddalena ud for nordkysten af Sardinien i Italien.
Parken blev etableret 1. april 1994 og omfatter et areal på 201,46 km² med 180 kilometer kyst. Området omfatter alle øer i kommunen La Maddalena. Øgruppen omfatter ud over hovedøen La Maddalena med hovedbyen La Maddalena, seks andre større øer (rækkefølge efter størrelse): Caprera, Spargi, Santo Stefano, Santa Maria, Budelli og Razzoli. Kun Maddalena, Caprera og S. Stefano er beboede.
Nationalparkens område vil blive en vigtig del af en kommende Bocche di Bonifacio international marinpark, og en vigtig del af det europæiske netværk af områder af stor miljømæssig betydning.